# Pietro Venale da Imola
Pietro Venale da Imola ou  Pietro di Giovenale Mongardini (dit également Pietro da Imola ou Pietro Venale) est un peintre italien de grotesques et garnitures en stuc actif au XVIe siècle à Imola et Rome.

## Biographie
Pietro Venale da Imola est connu surtout pour ses grotesques et ses stucs. 
Entre 1541 et 1548 il réalise divers travaux pour le Vaticancomme à la Villa Giulia (portique à hémicycle),.
En 1542, il collabore avec Perin Buonaccorsi (Perin del Vaga).
Sa présence est attestée avec certitude en 1563 lorsqu’il travaille à la « Sala Regia » où il a collaboré à la décoration de la première salle (« pittura dal dado in su »), et décoré la majeure partie de la deuxième salle, ainsi qu'un studiolo et une loggetta.